# Artus de Cossé-Brissac
Artus de Cossé-Brissac, közismerten Cossé marsall (1512 – Gonnord, 1582. február 15.) francia nemes, Secondigny grófja, Franciaország marsallja, hadvezér, pénzügyi főintendáns és diplomata az itáliai háborúk és a francia vallásháborúk idején. Bátyja, a Brissac marsallként ismert I. Charles de Cossé-Brissac (1505–1563), valamint annak fia, a Cossé marsallként emlegetett II. Charles de Cossé-Brissac (1550–1621) egyaránt kiemelkedő hadvezér volt.

## Családja
A Cossé-család Mayenne vidékéről, a Laval közelében lévő Cosséból származott. Artus apja, René de Cossé (1460 k.–1540) alapozta meg a család szerencséjét, illetve ő vásárolta meg az anjoui Brissac uradalmát 1502-ben Louis de Brézétől, Maulévrier grófjától, Normandia sénéchaljától, aki később Diane de Poitiers – II. Henrik király majdani szeretője – férjeként lett ismert. René Anjou, Maine és Touraine királyi kormányzója, emellett befolyásos udvari tisztviselő volt: 1492-től haláláig királyi főétekfogóként (grand panetier), 1516-tól pedig egyúttal fősólymászként (grand fauconnier) szolgált VIII. Károly, XII. Lajos és I. Ferenc udvarában.
René de Cossé 1503-ban vette feleségül Charlotte Gouffier de Boisy-t (1482–1537 után), I. Guillaume Gouffier (1435-1495) királyi tanácsos és kamarás, roannais-i báró, Boisy és Bonnivet ura és Philippine de Montmorency leányát (utóbbi révén Charlotte Anne de Montmorency, a híres connétable unokatestvére volt). Charlotte 1518-tól a királyi gyermekek nevelőjeként tevékenykedett, és több testvére – René de Cossé sógorai – is fontos pozíciót töltött be:
- I. Artus Gouffier (1475–1519) a későbbi I. Ferenc nevelője lett, amiért az trónra lépve herceggé és pairré nevezte ki;
- Adrien Gouffier (1479–1523) Coutances és Albi püspöke, bíboros, királyi főalamizsnás;
- II. Guillaume Gouffier (1488 k.–1525) az ifjú király kegyence, admirálisként szolgálta Franciaországot;
- Aymar Gouffier (? – 1528) Saint-Denis apátja, Albi püspöke.

René de Cossé és Charlotte Gouffier házasságából négy gyermek született, köztük Charles volt a legidősebb, Artus a másodszülött. Öccsük, Philippe I. Ferenc gyermekeinek nevelője, végül Coutances püspöke és Franciaország főalamizsnása volt. Anne-Catherine de Cossé nevű leánytestvérük René de Fonsèques-hez, Surgères urához ment feleségül.

## Pályafutása
Artus de Cossé 1536-ban vásárolta meg Gonnor(d) várát és uradalmát annak birtokosától, René du Bellay-től, és marsalli kinevezéséig általában e néven hivatkoztak rá. Fivére már marsall és Piemont kormányzója volt, amikor először kitűnt 1551-ben Lens ostrománál mint száz katonát vezető hadnagy. A tizedik itáliai háborúban, 1552-ben Guise hercege alatt kormányzóként sikeresen védelmezte a meghódított Metzet, 1554-ben pedig a frissen meghódított és II. Henrik francia király tiszteletére Henribourg-rá átnevezett Mariembourg kormányzójává nevezték ki. 1555-ben a bátyja által igazgatott Piemontba ment a II. Claude d’Aumale herceg – Guise herceg öccse – vezette erősítéssel, és részt vett Volpiano és Moncalieri bevételében. Érdemeiért még abban az évben a Szent Mihály-rend lovagjává nevezték ki. IX. Károly uralkodása elején, 1561-ben pénzügyi főintendánssá nevezték ki Louis d'Ongnies mellett, így ő viselte elsőként a tisztséget (pénzügyi intendánsokat 1552 óta neveztek ki; a három intendáns közül a főintendáns a királyi magántanácsnak is tagja volt.)

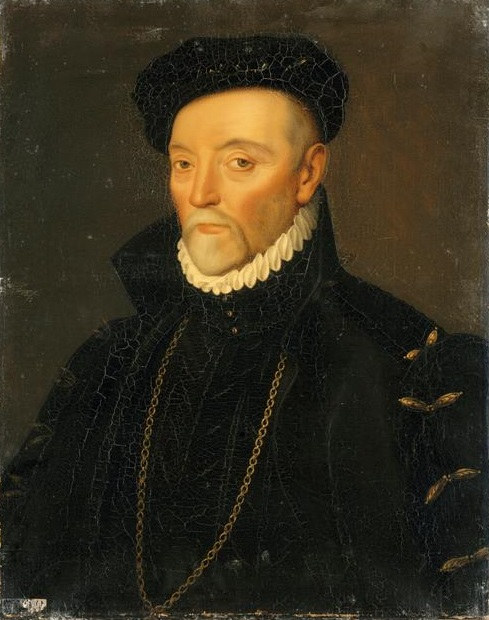
Artus de Cossé-Brissac (ismeretlen festő műve, 1837)

A kitörő vallásháborúk kezdetén kapitányként harcolt, de a háborúk egyik első összecsapásában vereséget szenvedett Châteaudun mellett a II. Gaspard de Coligny vezette hugenottáktól (1562. augusztus 31.). A Medici Katalin anyakirályné vezette régenskormányzat idején pályája tovább ívelt felfelé: 1564-ben atyja és bátyja nyomdokain királyi főétekfogó lett, majd 1565. október 6–9. között gonnord-ii birtokán látta vendégül a IX. Károly nagy körutazása során Loire-völgybe érkezett királyt. 1566-ban pedig secondigny-i birtokát grófsággá emelték. 1567 áprilisában marsallá nevezték ki az elhunyt Imbert de La Platière de Bourdillon helyére. A rövidesen kiújuló vallásháborúban egy lovashadtest élén tűnt ki a november 10-én Párizs közelében vívott saint-denis-i csata során,  és rábízták a hugenották elleni háború vezetését az ifjú trónörökös, Anjou hercege alatt. (Főintendánssága ekkor ért véget.) 1569-ben Normandia, 1570-től pedig Orléans vidéke, Anjou és Touraine helytartójává nevezték ki, és folytatta a protestánsok elleni harcot. Anjou hercegének alárendeltségében 1569. október 3-án legyőzte Colignyt a moncontouri csatában, de 1570. június 27-én veszített Arnay-le-Duc mellett a Coligny és Navarrai Henrik vezette protestánsok ellen. 1573-ban harcolt La Rochelle ostrománál.
1574. május 4-én az anyakirályné letartóztatta Vincennes-ben és a Bastille-be záratta François de Montmorency marsallal együtt, mivel arra gyanakodott, hogy a halálos beteg IX. Károly kisebbik öccse, Ferenc alençoni herceg vezette ún. „elégedetlenekkel” szimpatizálnak. Cossé tizenhét hónapon át volt börtönben, végül III. Henrik szabadította ki. A király képviseletében Londonba utazott, hogy tárgyaljon az immár trónörökös Ferenc herceg és I. Erzsébet angol királynő végül meg nem valósuló házassági tervéről. III. Henrik 1578 végén az újonnan alapított Szentlélek-rend lovagjává nevezte ki.

## Házassága, utódai

Cossé marsall címere a Szentlélek-rend nyakláncával. A címer 1. és 4. mezője a Cossé-családé, a 3. a Gouffier-ké; a 2. mezőben látható ezüst oroszlán Charnod-é, felettük pedig a Montmorency-címer

Kétszer házasodott, első felesége Françoise du Bouchet de Puy-Greffier, Charles de Bouchet és Jeanne du Bellay-Thouarcé leánya, aki anyai ágon Gonnord ura, Jean du Bellay unokahúga és Joachim du Bellay költő unokatestvére volt. Három leányuk született:
- Renée de Cossé (†1622), Secondigny grófnője, Charles de Montmorency-Damville (1537–1612) herceg, admirális felesége (utóbbi Anne de Montmorency harmadik fia). Művelt hölgy volt, többek között franciára fordította Szent Ágoston De civitate Dei című művét, és több értekezést írt.
- Jeanne de Cossé, 1572-től Gilbert Gouffier (1553–1582), Roannais hercegének felesége (utóbbi Artus Gouffier herceg, Cossé marsall anyai nagybátyjának unokája); második férje Antoine de Silly (1540 k.–1609), La Rochepot grófja, Montmirail bárója;
- Madeleine de Cossé, 1578-tól Jacques de l'Hospital choisy-i őrgróf, auvergne-i kormányzó és sénéchal felesége.

Második felesége Nicole Le Roy, Guyon Le Roy altengernagy, Le Chillou ura és Radegonde de Maridor leánya, Francois de Raffin, Pecalvary és Azay urának özvegye. A házasságból nem született gyermek.

## Fordítás
Ez a szócikk részben vagy egészben  az   Artus de Cossé-Brissac című francia Wikipédia-szócikk ezen változatának fordításán alapul.  Az eredeti cikk szerkesztőit annak laptörténete sorolja fel. Ez a jelzés csupán a megfogalmazás eredetét és a szerzői jogokat jelzi, nem szolgál a cikkben szereplő információk forrásmegjelöléseként.

## Forrás
- Louis de La Roque. Catalogue historique des généraux français, connétables, maréchaux de France, lieutenants généraux, maréchaux de camp. – Connétables et maréchaux de France depuis les premiers temps de la monarchie jusqu'à la fin du règne de Louis XIV. Paris: A. Desaide, 57-58. o. (1896-1902). Hozzáférés ideje: 2023. március 29.